# إفرايم إفرون
إفرايم إفرون (بالعبرية: אפרים עברון‏) (و. 1920 – 1995 م) هو دبلوماسي إسرائيلي، ولد في حيفا، توفي في رمات غان، عن عمر يناهز 75 عاماً.

## مناصب
تولى منصب سفير
.

## التعليم
تعلم في مدرسة ريئالي العبرية
.